# Juan Quintero Fletcher
Juan Sebastián Quintero Fletcher (Cali, Colombia, 23 de marzo de 1995) es un futbolista colombiano. Juega como defensa central en el Deportivo Pereira de la Categoría Primera A de Colombia.

## Carrera

### Deportivo Cali
Quintero inició su carrera en las inferiores del Deportivo Cali, siendo uno de sus principales productos, ostentando el brazalete de capitán en todas las filas, y conquistando trofeos nacionales e internacionales para el Cali.
Quintero dejó el club en diciembre de 2018 y se convirtió en agente libre.

### Sporting de Gijón
El 2 de agosto de 2017, el Sporting de Gijón anunció la cesión de Quintero, con opción a compra de sus servicios. Debido a la falta de forma física de Jean-Sylvain Babin en la pretemporada, Quintero debutó con el equipo principal el 19 de agosto, en el empate 0-0 ante el Alcorcón por la primera fecha de La Liga 2017-2018. Sobre su debut, el periódico español en línea El Desmarque informó que: 

Al colombiano pareció pasarle factura el debut y se mostró nervioso en algunas ocasiones, llegando incluso a desesperar a Paco Herrera. También le jugaron una mala pasada sus botas, llegando a resbalarse en tres ocasiones, dejando en inferioridad a la zaga por momentos. Aún así, Paco Herrera comentó en rueda de prensa que "tenía dudas cuando llegó. Con el partido de hoy, me las ha quitado casi todas"'.

El contrato de cesión de Quintero con el Gijón expiró en junio de 2018, y se despidió del club el día 19 remarcando que: 

Me sorprendí mucho porque siempre veía el estadio lleno y fui bien recibido en el Gijón por los hinchas (...) Fue uno de los mejores años en mi carrera deportiva. Aprendí mucho en el Sporting de Gijón.

### Fortaleza
El 19 de marzo de 2019, Fortaleza anunció su firma por un contrato de dos años.
El 23 de marzo de 2020, Quintero renovó su contrato hasta diciembre de 2022 y su salario aumentó un 50%. Fue un habitual en el once titular - aunque se perdió algunas fechas para el Campeonato Brasileño de ese mismo año debido a una sucesión de dos lesiones. Pero, tras la llegada de Juan Pablo Vojvoda en mayo de 2021, perdió espacio en el equipo y jugó apenas 13 partidos en la temporada 2021.  Finalmente, en febrero de 2022, se informó que Fortaleza ya no contaba con él para la temporada.
Dejó el club en diciembre, debido a la finalización de su contrato: jugó 96 partidos con el 'Tricolor do Pici', con 2 goles marcados. Está considerado como uno de los 'mejores' jugadores extranjeros que ha jugado en el club.

#### Juventude
El 17 de agosto de 2021, el Juventude fichó a Quintero a préstamo por un año.

#### Vasco
El 18 de febrero de 2022, Vasco anunció el fichaje de Quintero cedido por un año.

### Deportivo Pereira
El 30 de marzo de 2023, el Deportivo Pereira anunció el fichaje de Quintero. Debutó en el empate 1-1 con el Atlético Bucaramanga en la jornada 12 de la Liga BetPlay 2023-I.
Durante su estancia en el 'Matecaña', Quintero disputó 37 partidos y marcó un gol. Al finalizar el año, era uno de los 20 jugadores del Pereira a quienes no se les renovó el contrato.
Luego de su salida de Pereira, el Deportivo Cali se acercó a Quintero y negoció su fichaje, que estuvo cerca de oficializarse, pero la administración del club descartó su fichaje debido a que su padre era miembro de la administración del Cali.

### Vila Nova
El 25 de enero de 2024, el Vila Nova anunció su fichaje por un año. Debutó en el empate 0-0 ante el Goiás por el Campeonato Goiano.
En septiembre del mismo año, fue despedido del club por un acto de indisciplina tras la derrota por 4-0 contra el Ceará en la Serie B brasileña. Terminó su paso por el club con 33 partidos, 18 de ellos en la Serie B.

## Selección nacional
Quintero fue convocado para la selección sub-20 de Colombia en 2014 para el Torneo de Toulon anual, pero nunca debutó con ellos.

### Participaciones en Campeonato Sudamericano
| Mundial                     | Sede    | Resultado  | Partidos | Goles |
| --------------------------- | ------- | ---------- | -------- | ----- |
| Sudamericano sub-20 de 2015 | Uruguay | Subcampeón | 7        | 0     |

### Participaciones en Copas del Mundo
| Mundial                     | Sede          | Resultado        | Partidos | Goles |
| --------------------------- | ------------- | ---------------- | -------- | ----- |
| Copa Mundial sub-20 de 2015 | Nueva Zelanda | Octavos de final | 4        | 0     |

### Participaciones en Juegos Olímpicos
| Mundial               | Sede           | Resultado        | Partidos | Goles |
| --------------------- | -------------- | ---------------- | -------- | ----- |
| Juegos Olímpicos 2016 | Río de Janeiro | Cuartos de final | 0        | 0     |

## Clubes
| Club                         | País     | Año       |
| ---------------------------- | -------- | --------- |
| Deportivo Cali               | Colombia | 2013-2018 |
| Sporting de Gijón (préstamo) | España   | 2017-2018 |
| Fortaleza E. C.              | Brasil   | 2019-2022 |
| Juventude (préstamo)         | Brasil   | 2021      |
| Vasco (préstamo)             | Brasil   | 2022      |
| Deportivo Pereira            | Colombia | 2023      |
| Vila Nova                    | Brasil   | 2024      |
| Deportivo Cali               | Colombia | 2025      |

## Palmarés

### Títulos nacionales
| Título                | Equipo         | País     | Año  |
| --------------------- | -------------- | -------- | ---- |
| Superliga de Colombia | Deportivo Cali | Colombia | 2014 |
| Torneo Apertura       | Deportivo Cali | Colombia | 2015 |

### Títulos internacionales
| Título              | Equipo          | País | Año  |
| ------------------- | --------------- | ---- | ---- |
| Juegos Bolivarianos | Colombia Sub-18 | Perú | 2013 |